# حارة الوديعة (الحصن)

تعديل مصدري - تعديل

الوديعة هي إحدى حارات حي عبدالله محسن بمدينة الحصن التابعة لمحافظة أبين، بلغ تعداد سكانها 820 نسمة حسب تعداد اليمن لعام 2004.